# Scottish Division One 1959/60
Die Scottish Football League Division One wurde 1959/60 zum 60. Mal ausgetragen. Es war zudem die 63. Austragung der höchsten Fußball-Spielklasse innerhalb der Scottish Football League, in welcher der Schottische Meister ermittelt wurde. Sie begann am 19. August 1959 und endete am 7. Mai 1960. In der Saison 1959/60 traten 18 Vereine in insgesamt 34 Spieltagen gegeneinander an. Jedes Team spielte jeweils einmal zu Hause und auswärts gegen jedes andere Team. Es galt die 2-Punkte-Regel. Bei Punktgleichheit zählte der Torquotient.
Die Meisterschaft gewann zum vierten Mal in der Vereinsgeschichte Heart of Midlothian. Die Hearts qualifizierten sich als Meister für die folgende Europapokal der Landesmeister Saison-1960/61. Der Siebtplatzierte Hibernian Edinburgh qualifizierte sich für den Messestädte-Pokal. Als Pokalsieger qualifizierten sich die Glasgow Rangers für den Europapokal der Pokalsieger. In diesem europäischen Wettbewerb kamen die Rangers ins Finale, wo sie durch zwei Niederlagen (0:2, 1:2) gegen den AC Florenz scheiterten. Dadurch wurden die Gers die erste britische Mannschaft, die in einem Finale eines europäischen Wettbewerbs stand. Stirling Albion und der FC Arbroath stiegen in die Division Two ab. Torschützenkönig wurde mit 42 Treffern Joe Baker von Hibernian Edinburgh.

## Statistik

### Abschlusstabelle
| Pl. | Verein                  | Sp. | S  | U  | N  | Tore    | Quote | Punkte |
| --- | ----------------------- | --- | -- | -- | -- | ------- | ----- | ------ |
| 1.  | Heart of Midlothian (L) | 34  | 23 | 8  | 3  | 102:510 | 2,00  | 54:14  |
| 2.  | FC Kilmarnock           | 34  | 24 | 2  | 8  | 067:450 | 1,49  | 50:18  |
| 3.  | Glasgow Rangers (M)     | 34  | 17 | 8  | 9  | 072:380 | 1,89  | 42:26  |
| 4.  | FC Dundee               | 34  | 16 | 10 | 8  | 070:490 | 1,43  | 42:26  |
| 5.  | FC Motherwell           | 34  | 16 | 8  | 10 | 071:610 | 1,16  | 40:28  |
| 6.  | FC Clyde                | 34  | 15 | 9  | 10 | 077:690 | 1,12  | 39:29  |
| 7.  | Hibernian Edinburgh     | 34  | 14 | 7  | 13 | 106:850 | 1,25  | 35:33  |
| 8.  | Ayr United (N)          | 34  | 14 | 6  | 14 | 065:730 | 0,89  | 34:34  |
| 9.  | Celtic Glasgow          | 34  | 12 | 9  | 13 | 073:590 | 1,24  | 33:35  |
| 10. | Partick Thistle         | 34  | 14 | 4  | 16 | 054:780 | 0,69  | 32:36  |
| 11. | Raith Rovers            | 34  | 14 | 3  | 17 | 064:620 | 1,03  | 31:37  |
| 12. | Third Lanark            | 34  | 13 | 4  | 17 | 075:830 | 0,90  | 30:38  |
| 13. | Dunfermline Athletic    | 34  | 10 | 9  | 15 | 072:800 | 0,90  | 29:39  |
| 14. | FC St. Mirren (P)       | 34  | 11 | 6  | 17 | 078:860 | 0,91  | 28:40  |
| 15. | FC Aberdeen             | 34  | 11 | 6  | 17 | 054:720 | 0,75  | 28:40  |
| 16. | Airdrieonians FC        | 34  | 11 | 6  | 17 | 056:800 | 0,70  | 28:40  |
| 17. | Stirling Albion         | 34  | 7  | 8  | 19 | 055:720 | 0,76  | 22:46  |
| 18. | FC Arbroath (N)         | 34  | 4  | 7  | 23 | 038:106 | 0,36  | 15:53  |

| Saison 1959/60 |

| Zum Saisonende 1958/59 |                                 |
| (M)                    | Meister des Vorjahres           |
| (P)                    | Pokalsieger des Vorjahres       |
| (L)                    | Ligapokalsieger des Vorjahres   |
| (N)                    | Aufsteiger aus der Division Two |

## Die Meistermannschaft von Heart of Midlothian
(Berücksichtigt wurden alle Spieler die mindestens ein Ligaspiel in der Saison 1959/60 bestritten)
| 1. | Heart of Midlothian |
|    | - Tor: Wilson Brown (1/0), Gordon Marshall (33/0) - Abwehr: Bobby Kirk (34/0), Jimmy Milne (25/0), George Thomson (34/4) - Mittelfeld: Bobby Blackwood (28/12), Andy Bowman (24/0), Ian Crawford (18/12), John Cumming (32/5), Johnny Hamilton (27/7), Billy Higgins (21/3) - Angriff: Willie Bauld (17/10), Jim McFadzean (5/1), Jimmy Murray (18/11), Alex Young (28/23), Gordon Smith (29/11) - Trainer: Tommy Walker |